# Hanata Island
Hanata Island ist eine kleine Insel in der Region West Coast vor der Südinsel von Neuseeland.

## Geographie
Hanata Island befindet sich mit einer Größe von 0,5 Hektar rund 580 m von der Westküste der Südinsel und rund 2,4 km nordöstlich der Mündung des Paringa River in die Tasmansee entfernt. Die Insel, die von Felsen umgeben ist, besitzt eine Länge von rund 128 m in Südsüdost-Nordnordwest-Richtung und eine maximale Breite von 75 m in Ost-West-Richtung.